# Tashkent Open 2012 - Qualificazioni singolare
Le qualificazioni del singolare  del Tashkent Open 2012 sono state un torneo di tennis preliminare per accedere alla fase finale della manifestazione. I vincitori dell'ultimo turno sono entrati di diritto nel tabellone principale. In caso di ritiro di uno o più giocatori aventi diritto a questi sono subentrati i lucky loser, ossia i giocatori che hanno perso nell'ultimo turno ma che avevano una classifica più alta rispetto agli altri partecipanti che avevano comunque perso nel turno finale.

## Teste di serie
1. Ol'ga Alekseevna Pučkova (secondo turno)
2. Alla Kudrjavceva (secondo turno)
3. Bibiane Schoofs (secondo turno)
4. Mónica Puig (Ultimo turno, Lucky Loser)

1. Marta Sirotkina (ultimo turno)
2. Noppawan Lertcheewakarn (primo turno)
3. Çağla Büyükakçay (ultimo turno)
4. Ekaterina Byčkova (Qualificata)

## Qualificate
1. Ekaterina Byčkova
2. Anna Čakvetadze

1. Vesna Dolonc
2. Donna Vekić

## Lucky Loser
1. Mónica Puig

## Tabellone

### Legenda
| - Q = Qualificato - WC = Wild card - LL = Lucky loser | - ALT = Alternate - SE = Special Exempt - PR = Protected Ranking | - w/o = Walkover - r = Ritirato - d = Squalificato |

### Sezione 1
|  | Primo turno        | Primo turno              | Primo turno              | Primo turno | Primo turno |  |  | Secondo turno | Secondo turno            | Secondo turno     | Secondo turno     | Secondo turno |   |   | Ultimo turno | Ultimo turno   | Ultimo turno | Ultimo turno | Ultimo turno |  |
|  |                    |                          |                          |             |             |  |  |               |                          |                   |                   |               |   |   |              |                |              |              |              |  |
|  | 1                  | Ol'ga Alekseevna Pučkova | Ol'ga Alekseevna Pučkova | 6           | 6           |  |  |               |                          |                   |                   |               |   |   |              |                |              |              |              |  |
|  |                    | Dar'ja Gavrilova         | Dar'ja Gavrilova         | 1           | 4           |  |  | 1             | Ol'ga Alekseevna Pučkova | 6                 | 64                | 5             |   |   |              |                |              |              |              |  |
|  | Polina Pekhova     | Polina Pekhova           | Polina Pekhova           | 6           | 6           |  |  |               | Polina Pekhova           | 4                 | 7                 | 7             |   |   |              |                |              |              |              |  |
|  | Valerija Solov'ëva | Valerija Solov'ëva       | Valerija Solov'ëva       | 4           | 4           |  |  |               |                          |                   |                   |               |   |   |              | Polina Pekhova | 4            | 6            | 2            |  |
|  | WC                 | Mayya Katsitadze         | Mayya Katsitadze         | 7           | 6           |  |  |               |                          | 8                 | Ekaterina Byčkova | 6             | 3 | 6 |              |                |              |              |              |  |
|  |                    | Ekaterina Jašina         | Ekaterina Jašina         | 64          | 4           |  |  | WC            | Mayya Katsitadze         | Mayya Katsitadze  | 5                 | 5             |   |   |              |                |              |              |              |  |
|  |                    | Paula Kania              | 7                        | 64          | 2           |  |  | 8             | Ekaterina Byčkova        | Ekaterina Byčkova | 7                 | 7             |   |   |              |                |              |              |              |  |
|  | 8                  | Ekaterina Byčkova        | 5                        | 7           | 6           |  |  |               |                          |                   |                   |               |   |   |              |                |              |              |              |  |

### Sezione 2
|  | Primo turno          | Primo turno          | Primo turno          | Primo turno | Primo turno |  |  | Secondo turno | Secondo turno        | Secondo turno        | Secondo turno    | Secondo turno |   |   | Ultimo turno | Ultimo turno    | Ultimo turno | Ultimo turno | Ultimo turno |  |
|  |                      |                      |                      |             |             |  |  |               |                      |                      |                  |               |   |   |              |                 |              |              |              |  |
|  | 2                    | Alla Kudrjavceva     | Alla Kudrjavceva     | 6           | 6           |  |  |               |                      |                      |                  |               |   |   |              |                 |              |              |              |  |
|  |                      | Kateryna Kozlova     | Kateryna Kozlova     | 1           | 2           |  |  | 2             | Alla Kudrjavceva     | Alla Kudrjavceva     | 4                | 1             |   |   |              |                 |              |              |              |  |
|  | Anna Čakvetadze      | Anna Čakvetadze      | Anna Čakvetadze      | 6           | 6           |  |  |               | Anna Čakvetadze      | Anna Čakvetadze      | 6                | 6             |   |   |              |                 |              |              |              |  |
|  | Iryna Burjačok       | Iryna Burjačok       | Iryna Burjačok       | 1           | 0           |  |  |               |                      |                      |                  |               |   |   |              | Anna Čakvetadze | 6            | 62           | 6            |  |
|  | Ljudmyla Kičenok     | Ljudmyla Kičenok     | Ljudmyla Kičenok     | 3           | 65          |  |  |               |                      | 7                    | Çağla Büyükakçay | 1             | 7 | 1 |              |                 |              |              |              |  |
|  | Valentina Ivachnenko | Valentina Ivachnenko | Valentina Ivachnenko | 6           | 7           |  |  |               | Valentina Ivachnenko | Valentina Ivachnenko | 1                | 3             |   |   |              |                 |              |              |              |  |
|  | WC                   | Alina Abdurakhimova  | Alina Abdurakhimova  | 1           | 0           |  |  | 7             | Çağla Büyükakçay     | Çağla Büyükakçay     | 6                | 6             |   |   |              |                 |              |              |              |  |
|  | 7                    | Çağla Büyükakçay     | Çağla Büyükakçay     | 6           | 6           |  |  |               |                      |                      |                  |               |   |   |              |                 |              |              |              |  |

### Sezione 3
|  | Primo turno     | Primo turno        | Primo turno     | Primo turno | Primo turno |  |  | Secondo turno | Secondo turno   | Secondo turno   | Secondo turno   | Secondo turno   |   |   | Ultimo turno | Ultimo turno | Ultimo turno | Ultimo turno | Ultimo turno |  |
|  |                 |                    |                 |             |             |  |  |               |                 |                 |                 |                 |   |   |              |              |              |              |              |  |
|  | 3               | Bibiane Schoofs    | 6               | 4           | 6           |  |  |               |                 |                 |                 |                 |   |   |              |              |              |              |              |  |
|  |                 | Ksenija Lykina     | 4               | 6           | 2           |  |  | 3             | Bibiane Schoofs | 1               | 6               | 4               |   |   |              |              |              |              |              |  |
|  |                 | Vesna Dolonc       | Vesna Dolonc    | 6           | 6           |  |  |               | Vesna Dolonc    | 6               | 4               | 6               |   |   |              |              |              |              |              |  |
|  | WC              | Arina Folts        | Arina Folts     | 1           | 0           |  |  |               |                 |                 |                 |                 |   |   |              | Vesna Dolonc | Vesna Dolonc | 6            | 6            |  |
|  | Ksenia Palkina  | Ksenia Palkina     | Ksenia Palkina  | 4           | 3           |  |  |               |                 | 5               | Marta Sirotkina | Marta Sirotkina | 2 | 2 |              |              |              |              |              |  |
|  | Sofia Shapatava | Sofia Shapatava    | Sofia Shapatava | 6           | 6           |  |  |               | Sofia Shapatava | Sofia Shapatava | 6(0)            | 3               |   |   |              |              |              |              |              |  |
|  |                 | Oksana Kalašnikova | 6               | 4           | 4           |  |  | 5             | Marta Sirotkina | Marta Sirotkina | 7               | 6               |   |   |              |              |              |              |              |  |
|  | 5               | Marta Sirotkina    | 1               | 6           | 6           |  |  |               |                 |                 |                 |                 |   |   |              |              |              |              |              |  |

### Sezione 4
|  | Primo turno     | Primo turno             | Primo turno             | Primo turno | Primo turno |  |  | Secondo turno        | Secondo turno        | Secondo turno        | Secondo turno | Secondo turno |   |   | Ultimo turno | Ultimo turno | Ultimo turno | Ultimo turno | Ultimo turno |  |
|  |                 |                         |                         |             |             |  |  |                      |                      |                      |               |               |   |   |              |              |              |              |              |  |
|  | 4               | Mónica Puig             | Mónica Puig             | 6           | 6           |  |  |                      |                      |                      |               |               |   |   |              |              |              |              |              |  |
|  |                 | Mădălina Gojnea         | Mădălina Gojnea         | 0           | 2           |  |  | 4                    | Mónica Puig          | Mónica Puig          | 6             | 6             |   |   |              |              |              |              |              |  |
|  |                 | Margarita Gasparjan     | Margarita Gasparjan     | 6           |             |  |  |                      | Margarita Gasparjan  | Margarita Gasparjan  | 4             | 3             |   |   |              |              |              |              |              |  |
|  | WC              | Polina Merenkova        | Polina Merenkova        | 1           | r           |  |  |                      |                      |                      |               |               |   |   | 4            | Mónica Puig  | Mónica Puig  | 2            | 3            |  |
|  | Nadežda Kičenok | Nadežda Kičenok         | Nadežda Kičenok         | 3           | 3           |  |  |                      |                      |                      | Donna Vekić   | Donna Vekić   | 6 | 6 |              |              |              |              |              |  |
|  | Donna Vekić     | Donna Vekić             | Donna Vekić             | 6           | 6           |  |  | Donna Vekić          | Donna Vekić          | Donna Vekić          | 6             | 6             |   |   |              |              |              |              |              |  |
|  |                 | Alexandra Artamonova    | Alexandra Artamonova    | 7           | 6           |  |  | Alexandra Artamonova | Alexandra Artamonova | Alexandra Artamonova | 2             | 3             |   |   |              |              |              |              |              |  |
|  | 6               | Noppawan Lertcheewakarn | Noppawan Lertcheewakarn | 5           | 4           |  |  |                      |                      |                      |               |               |   |   |              |              |              |              |              |  |